# XD Connects
XD Connects (voorheen bekend als Xindao) is een Nederlands bedrijf gevestigd in Rijswijk. Het bedrijf levert en ontwerpt producten voor de promotionele industrie en retailmarkt.
Het bedrijf heeft verkoopkantoren in Scandinavië, Engeland, Duitsland, Frankrijk, Italië, Spanje, de Verenigde Staten, Rusland, Roemenië, Hong Kong en Shanghai waar tevens de ontwerpstudio is gevestigd.

## Geschiedenis
Het bedrijf werd opgericht op 20 juni 1986 door drie studenten van de Erasmus Universiteit Rotterdam, Sandro van Hellenberg Hubar, Diederik van Styrum en Gijs van Wezel. In 1985 nemen zij deel aan een uitwisselingsprogramma met de Universiteit van Shanghai. Een marktonderzoek in China naar de mogelijke handelsbetrekkingen voor Nederlandse bedrijven, bleek later de basis voor dit bedrijf.
In 2012 start de samenwerking met het Belgische bedrijf Printmasters om ook in Roemenië voet aan de grond te krijgen.

In april 2016 brengt het bedrijf via de merknaam XD Design de Bobby anti-diefstal rugzak op de markt. Deze tas werd in 2017 onderscheiden met de Red Dot Design Award (sectie Luggage and Bags).
In 2017 hebben de laatste twee overgebleven oprichters hun aandelen verkocht aan het Duitse bedrijf Perusa Partners GmbH&Co.KG.
Gilde Buy Out Partners B.V. en management nemen Xindao over van Perusa (juli, 2019)
In 2022 heeft het bedrijf haar naam gewijzigd van Xindao naar XD Connects.

## Naam
De naam Xindao heeft in het Chinees verschillende betekenissen maar laat zich het beste vertalen als 'nieuwe weg' of 'nieuwe richting'.